# Isodiscodes hyroglyphicata
Isodiscodes hyroglyphicata là một loài bướm đêm trong họ Geometridae.